# Ibusuki Hiroshi
Hiroshi Ibusuki (sinh ngày 27 tháng 2 năm 1991) là một cầu thủ bóng đá người Nhật Bản.

## Sự nghiệp câu lạc bộ
Hiroshi Ibusuki đã từng chơi cho Albirex Niigata.